# Chermin
 (janvier 2008).
Chermin (Miroir) est un film d'horreur malaisien réalisé par Zarina Abdullah, sorti en 2007.

## Synopsis
Le film raconte l'histoire d'une fille nommée Nasrin victime d'un tragique accident de voiture, dont elle sort défigurée. Sa mère découvre un miroir antique, qui n'est pas un miroir ordinaire. L'esprit emprisonné à l'intérieur le rend capable de refléter ce que Nasrin veut voir. Nasrin devient hantée par le miroir et dans sa quête pour regagner sa beauté passée, elle se soumet à l'esprit du miroir en satisfaisant ses besoins de sang et de vengeance.

## Distribution

### Acteurs principaux
- Deanna Yusoff : Mastura
- Natasha Hudson : Nasrin
- Khatijah Tan : Mak Siti
- Farid Kamil : Yusof

### Rôles secondaires
- Maimon Mutalib : Mak Ngah
- Sheila Mambo : Minah
- Shoffi Jikan : Zakaria
- Farah Ahmad : Rosnah
- Catriona Ross : Yasmin
- Haryanto Hassan : Hassan
- Lis Dawati : Zahrah
- Dato' Mustapha Maarof : Pak Din
- Ghazali Abu Noh : Bomoh (Docteur de sorcière)